# Anemone triternata
Anemone triternata là một loài thực vật có hoa trong họ Mao lương. Loài này được Vahl mô tả khoa học đầu tiên năm 1794.